# Kazimierz Sosnkowski
Kazimierz Sosnkowski (Varsavia, 19 novembre 1885 – Arundel, 11 ottobre 1969) è stato un politico e generale polacco.

## Biografia
Studiò al Politecnico di Varsavia e nel 1924 diventò ministro della Difesa. Nel 1939, al momento dell'invasione tedesca della Polonia, era comandante dell'Armata polacca di Leopoli. Riuscì a sottrarsi alla cattura, raggiungendo la Gran Bretagna attraverso l'Ungheria e la Francia. Divenne presidente in esilio della Repubblica Polacca e nel 1943, dopo la morte di Władysław Sikorski, fu nominato comandante generale delle truppe polacche. Alla fine della guerra non rientrò in Patria e morì in esilio nel 1969.